# ریچارد کاتون وودویل، جونیور
ریچارد کاتون وودویل، جونیور (انگلیسی: Richard Caton Woodville, Jr.; ۷ ژانویهٔ ۱۸۵۶ – ۱۷ اوت ۱۹۲۷) نقاش و روزنامه‌نگار اهل بریتانیا بود. عمده شهرت وی به این جهت می‌باشد که یکی از پرکارترین و موثرترین تصویرگران صحنه‌های نبرد در اواخر قرن نوزدهم و اوایل قرن بیستم بود.

## زندگی
وی فرزند ریچارد کاتون وودویل می‌باشد که به دلیل تشابه اسمی جونیور (پسر) خطاب می‌گردید، پدر وی نیز از هنرمندان با استعداد بود، وودویل نقاشی را در مدرسه نقاشی دوسلدورف تحت نظر هنرمند نظامی پروس، ویلهم کامفوسن آغاز کرد و سپس از ادوارد فن گبهارت درس‌های دیگری آموخت، قبل از اینکه در روسیه و پس از آن پاریس زیر نظر جین-لئون گروم تحصیلاتش را تکمیل کند برای مدتی مشغول کار برای اخبار مصور لندن بود، جایی که او به سرعت ترقی کرد و به عنوان یک خبرنگار با استعداد و نویسنده به شهرت رسید.

## نگارخانه

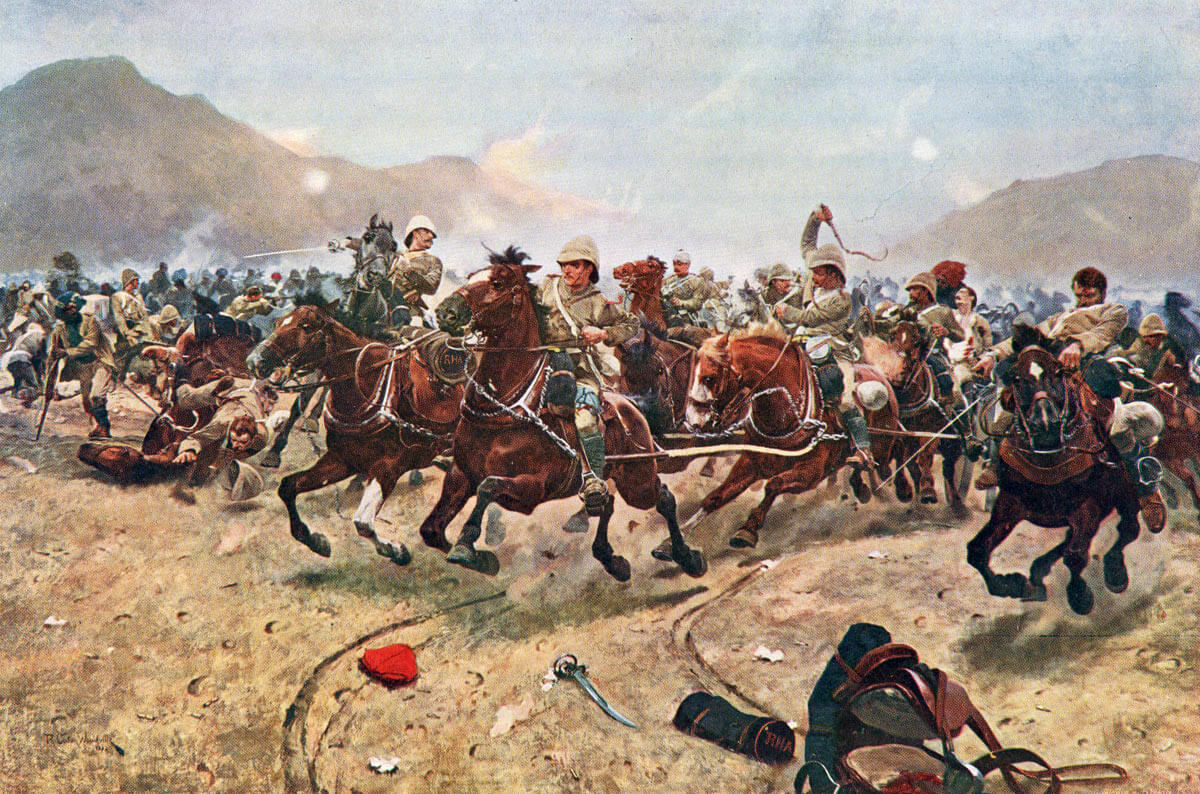
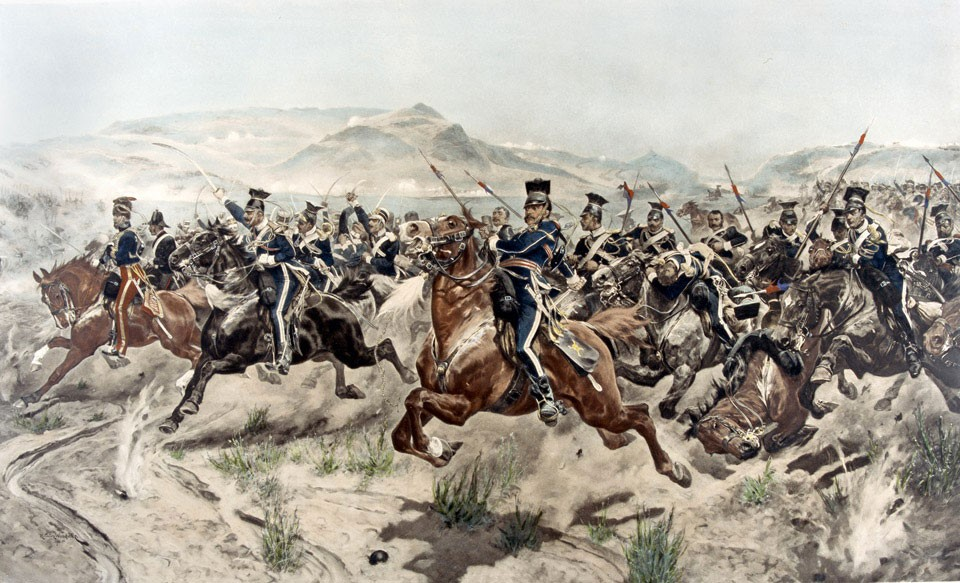
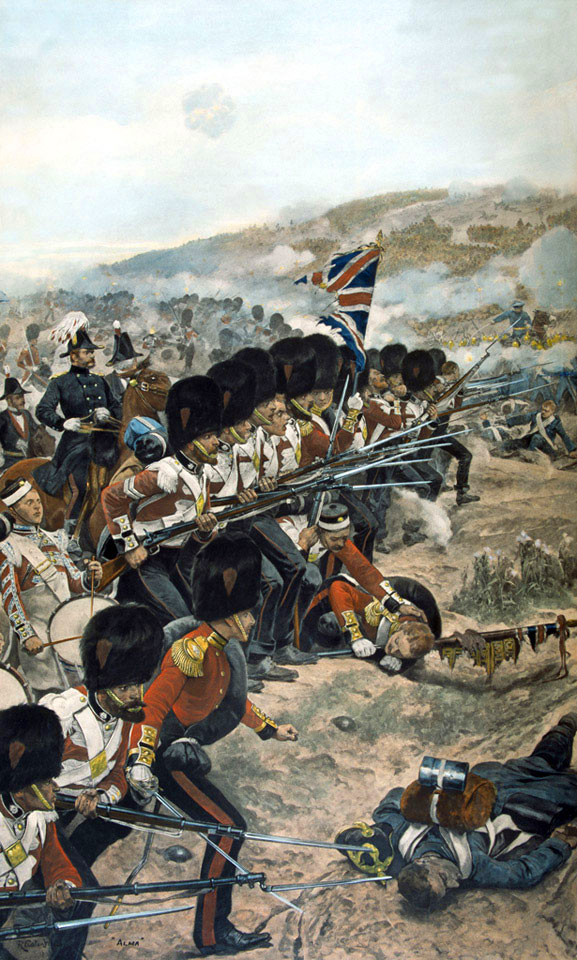